# Easy (canción de Camila Cabello)
«Easy» es una canción de la cantante cubanomexicana Camila Cabello. Se lanzó el 11 de octubre de 2019 como el segundo sencillo promocional de su segundo álbum de estudio Romance.

## Antecedentes y composición
Cabello anunció el lanzamiento de «Easy» en las redes sociales el 9 de octubre de 2019. En dicha publicación, la intérprete divulgo una imagen promocional de la pista, donde se le ve con un vestido blanco, junto a un texto con frases románticas. Se lanzó el 11 de octubre de 2019 como el cuarto sencillo de próximo álbum Romance.
«Easy» es una balada, con ritmos suaves del pop, que describe lo fácil que parece amar a alguien, cuando esa persona es la correcta. La pista fue escrita por Cabello, Carter Lang, Louis Bell, Justin Tranter, Frank Dukes y John Hill, mientras que la producción fue llevada a cabo por Lang, Westen Weiss, Dukes y Bell.

## Presentaciones en vivo
Cabello presentó por primera vez «Easy» junto al tema «Cry for Me» en el programa Saturday Night Live, el 12 de octubre de 2019.

## Lista de ediciones
Descarga digital
| N.º | Título          | Duración |  |
| 1.  | «Easy» (single) | 3:16     |  |

## Créditos y personal
Créditos adaptados de Genius.
- Camila Cabello - composición, voz
- Carter Lang - composición, producción
- Louis Bell - composición, producción
- Justin Tranter - composición
- Frank Dukes - composición, producción
- John Hill - composición
- Ryan Tedder - composición
- Westen Weiss - producción
- Manny Marroquin - ingeniería mixta
- Mike Bozzi - maestro de ingeniería

## Posicionamiento en listas
| Listas (2019)                                   | Mejor posición |
| ----------------------------------------------- | -------------- |
| Australia (ARIA)                                | 76             |
| Canadá (Canadian Hot 100)                       | 82             |
| Escocia (Official Charts Company)               | 58             |
| Eslovaquia (Singles Digitál Top 100)            | 93             |
| Estados Unidos (Bubbling Under Hot 100 Singles) | 10             |
| Estados Unidos (Digital Song Sales)             | 10             |
| Grecia (International Digital Singles)          | 63             |
| Irlanda (IRMA)                                  | 67             |
| Lituania (AGATA)                                | 46             |
| Nueva Zelanda Hot Singles (RMNZ)                | 8              |
| Suecia Heatseeker (Sverigetopplistan)           | 11             |
| Reino Unido (UK Singles Chart)                  | 86             |

## Certificaciones
| País (organismo certificador) | Certificación | Unidades certificadas |
| ----------------------------- | ------------- | --------------------- |
| Brasil (Pro-Música Brasil)    | Platino       | 40 000                |

## Historial de lanzamiento
| País   | Fecha                 | Formato                      | Discográfica              | Ref    |
| ------ | --------------------- | ---------------------------- | ------------------------- | ------ |
| Varios | 11 de octubre de 2019 | Descarga digital y Streaming | Epic Records y Syco Music | [ 20 ] |